# George Sunguti
George Sunguti – kenijski piłkarz grający na pozycji obrońcy. W swojej karierze rozegrał 8 meczów w reprezentacji Kenii.

## Kariera klubowa
Swoją karierę piłkarską Sunguti rozpoczął w klubie AFC Leopards Nairobi, w barwach którego zadebiutował w 1991 roku w kenijskiej pierwszej lidze. W sezonie 1992 wywalczył z nim mistrzostwo Kenii. W 1993 roku grał w Gor Mahia, którego zawodnikiem był do końca swojej kariery, czyli do 2004. W latach 1993 i 1995 wywalczył z nim dwa tytuły mistrza Kenii.

## Kariera reprezentacyjna
W reprezentacji Kenii Sunguti zadebiutował 14 kwietnia 1991 roku w przegranym 0:1 meczu kwalifikacji do Pucharu Narodów Afryki 1992 z Sudanem, rozegranym w Chartumie. W 1992 roku został powołany do kadry na Puchar Narodów Afryki 1992. Zagrał w nim w dwóch meczach grupowych: z Nigerią (1:2) i z Senegalem (0:3). Od 1991 do 2003 wystąpił w kadrze narodowej 8 razy.